# Ludwig Westernacher

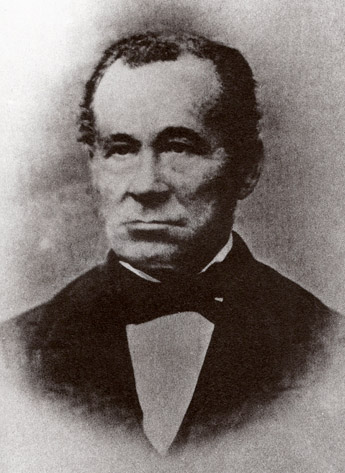
Westernacher 1848 als Kandidat für die Nationalversammlung

Ludwig Westernacher (* 5. April 1811 in Echzell; † 6. September 1884 in Büdingen) war ein deutscher Arzt, Politiker und Ehrenbürger der Stadt Büdingen.

## Leben
Ludwig Westernacher besuchte ab dem 30. Oktober 1819 das Büdinger Gymnasium unter Direktor Georg Thudichum. Mit seinem Maturitätsexamen im März 1828 studierte er Medizin an der medicinischen Facultät der Landesuniversität Gießen. Bereits zu Beginn seines Studiums in Gießen trat Westernacher 1828 der Alten Gießener Burschenschaft Germania bei, aus der er später wieder austrat, da er die Pläne der darin einflussreichen Extremen nicht unterstützen konnte.
Nach seiner Promotion am 16. September 1833 setzte Westernacher seine Studien in Berlin, Wien, Paris und London fort. Im Anschluss trat er in die Praxis seines Vaters ein. 1840 erhielt er eine Anstellung als Physicatschirurg in Büdingen beim Großherzogtum Hessen. 1844 wurde er zum Physikatsarzt (Kreisarzt) ernannt.
Beeindruckt von den gesellschaftlichen und politischen Umwälzungen des Jahres 1848 engagierte sich Westernacher politisch. So stand er seit 1848 den Büdinger Liberalen vor. Westernacher kandidierte 1848 für die Nationalversammlung. Der Gießener Polizeikommissar Lorenz Nover benennt später den Physikatsarzt Ludwig Westernacher und Vorsitzenden des Vaterländischen Vereins in Büdingen, als „besonderen Aktivisten“ in der zweiten Phase der Revolution Mitte Mai 1849. Er habe seinen Einfluss genutzt, um „die Massen zur Vertreibung der Fürsten und Gründung der Republik aufzuheizen“. Westernacher soll in diesen Tagen laut Nover für 150 Gulden Pulver gekauft und 12.000 Patronen fertigen lassen haben. Schließlich gehörte Westernacher der zweiten Kammer des 12. Landtag des Großherzogtums Hessen 1849/50 an. Für den 13. Hessischen Landtag kandidierte Westernacher im Wahlkreis Salzhausen. Grund dafür war Westernachers Vorhaben, nach Schleswig-Holstein zu gehen, um den dortigen Freiheitskampf im Schleswig-Holsteinischen Krieg als Arzt zu unterstützen.
Im April 1848 reiste Westernacher nach Nordamerika, dessen wichtige Städte er besuchte. Am 27. Oktober 1848 kehrte er zum 70. Geburtstag seines Vaters nach Büdingen zurück. Im Herbst 1850 begleitete er den Fürsten von Hohenlohe-Langenburg nach Venedig, wo er ein Jahr blieb.
1859 ernannte Fürst Bruno zu Ysenburg und Büdingen ihn zum Hofarzt und übertrug ihm unter Beibehaltung seines Amtes als Kreisarzt das Ysenburger Medizinalamt. Westernacher verpflichtete sich gegen eine Jahresvergütung von 660 Gulden, die Mitglieder des fürstlichen Hauses sowie die Hofdienerschaft jederzeit ärztlichen Beistand zu leisten. Von der Rentkammer erhielt Westernacher die Zusicherung, das Wohnhaus seines Vaters gegen einen jährlichen Mietzins von 100 Gulden bei einer beiderseitigen vierteljährlichen Kündigung bewohnen zu können. Das „Westernachersche Haus“ befindet sich Auf dem Damm 2 beim ehemaligen Gasthaus Zum Schwan. 1863 kaufte Westernacher das Haus mit Nebengebäuden, nachdem dieses in eine Hofreite umgebaut worden war. 1952–1954 kaufte die Stadt Büdingen das Anwesen mit seinem 4000 m² großen Garten von der Erbengemeinschaft. Edith Kölsch vermachte ihren Nachlass 1985 der Stadt Büdingen.
Westernacher war maßgeblich an der Planung und Durchsetzung der Eisenbahnstrecke Gießen–Gelnhausen 1868 der Oberhessischen Eisenbahn beteiligt. Ursprünglich war eine längere Bahnstrecke bis Gemünden (Main) vorgesehen, so dass der Name zunächst Gießen-Gemündener Eisenbahn lautete. Kurhessen stimmte jedoch der Planung nicht zu, da es Nachteile für seine in Bau befindliche Strecke Bebra–Hanau befürchtete. Ein silberner Ehrenbecher, auf dessen Deckel sich eine kleine bewegliche silberne Lokomotive befindet, zeigt den Dank der Gelnhäuser: „Herrn Medizinalrath Dr. Westernacher in Büdingen stiften dieses Ehrengeschenk Bürger der Stadt Gelnhausen in Anerkennung seiner Verdienste um die Eisenbahnlinie Giessen-Gelnhausen. Ehre, dem sie gebühret!“
Ludwig Westernacher gehörte neben Bürgermeister Heinrich Hölzinger, Pfarrer Christian Friedrich Meyer und Pfarrer Wilhelm Thylmann dem Stiftungs-Comité zur Gründung des Mathildenhospitals zu Büdingen an. Im Dezember 1867 legte das Comité einen Statutenentwurf vor. Im Frühjahr 1868 genehmigte die Großherzoglich Hessische Regierung in Darmstadt das Hospital. Unmittelbar nach Erwerb der Hofreite Mühltorstraße 3 begann der Bau, so dass bereits am 3. September 1868 die feierliche Einweihung stattfinden konnte.
Schon als Schüler zeigte sich bei Ludwig ein ausgeprägtes Interesse für Fauna und Flora und an mikroskopischen Untersuchungen. Diese Neigung, besonders seine Begeisterung für die Botanik, begleitete ihn sein ganzes Leben. So erlaubte es ihm seine gute geistige und körperliche Vitalität, noch bis kurz vor seinem Tod Wanderungen im Hochgebirge zu unternehmen, bei denen er seine guten Kenntnisse der Alpenflora vertiefte.
1877 ernannte ihn Großherzog Ludwig III. zum Kreisarzt des Gesundheitsamts des Kreises Büdingen.

## Familie
Westernachers Vater Johann Nikolaus (* 27. Oktober 1778 in Habitzheim; † 12. Dezember 1859 in Büdingen) war praktischer Arzt und seit 1819 als Hofrat beim Fürsten zu Ysenburg in Büdingen tätig. Seine Mutter war Charlotte, geb. Hoffmann aus Nieder-Mockstadt (* unbekannt; † 22. September 1863 in Büdingen) „im Alter von 84 Jahren und 7 Monaten, angeblich“ (also 1779).
Ludwig Westernachers heiratete am 25. Januar 1853 in Rödelheim Caroline (* 5. März 1830 in Rödelheim; † 7. Oktober 1902 in Büdingen), geborene Rumpf. Aus der Ehe gingen sieben Kinder hervor.
Zu erwähnen ist Tochter Elisabeth (* 17. Dezember 1856 in Büdingen; † 11. Februar 1934 ebenda), die am 25. Oktober 1889 den fürstlichen Rentamtmann Ludwig Kölsch, Hauptmann außer Dienst (* 23. Februar 1843 in Reichenbach; † unbekannt) aus Büdingen heiratete. Kölsch war Sohn des Dekans Friedrich Wilhelm Ludwig Kölsch und seiner Ehefrau Julie, geb. Cullmann. Aus der Ehe ging als erstes Kind Edith Caroline Sophie Julia Charlotte (* 2. Mai 1894 in Büdingen; † 22. Juni 1985 ebenda) hervor, nach der der „Kölsche Garten“ in Büdingen benannt wurde.
| Ludwig Westernacher Dr. med., Medicinalrat in Büdingen Ehrenbürger der Stadt Büdingen Hofarzt des Hauses Ysenburg-Büdingen * 5. April 1811 in Echzell; † 6. September 1884 in Büdingen |                            |                                  |                                |            |
| Caroline, geb. Rumpf * 5. März 1830 in Rödelheim; † 7. Oktober 1902 in Büdingen |                            |                                  |                                |            |
| ⚭ 25. Januar 1853 in Rödelheim |                            |                                  |                                |            |
| Kinder: |                            |                                  |                                |            |
| 1 | Friedrich Nikolaus         | * 25. Oktober 1853 in Büdingen   | †                              |            |
| 2 | Charlotte Johanette        | * 2. November 1855 in Büdingen   | †                              | [ Anm. 1 ] |
| 3 | Elisabeth Auguste Adelheid | * 17. Dezember 1856 in Büdingen  | † 11. Februar 1934 in Büdingen | [ Anm. 2 ] |
| 4 | Wilhelmine                 | * 15. September 1858 in Büdingen | † 5. November 1859 in Büdingen |            |
| 5 | Caroline Marie Agathe      | * 21. Dezember 1861 in Büdingen  | † 5. Juni 1949 in Büdingen     | [ Anm. 3 ] |
| 6 | Ferdinand                  | * 12. August 1863                | †                              | [ Anm. 4 ] |
| 7 | Antonie Valeria            | * 8. Februar 1866 in Büdingen    | † 4. November 1963 in Büdingen | [ Anm. 5 ] |

## Ehrungen
- Mit Urkunde vom 24. Januar 1846 ernannte ihn der Gemeinderat der Stadt Büdingen bereits im Alter von 35 Jahren zum ersten Ehrenbürger der Stadt. Die Ernennung erfolgte in für seine Verdienste um die Stadt und besonders seines sozialen Engagements. Westernacher hatte den Stadtarmen „sorgfältig und menschenfreundlich ärztliche Hilfe geleistet, ohne auch nur im Geringsten die ihm gesetzlich gebührende Bezahlung zu verlangen.“[17][18]

- 1859 wurde Westernacher zum Hofarzt des Fürsten Bruno zu Ysenburg und Büdingen ernannt.

- Fürst Bruno bat den Großherzog von Hessen mit Schreiben vom 12. März 1861, dass er (der Fürst) dem verdienten Arzt Dr. Westernacher, der seinem Vater in schmerzhafter Krankheit helfend beigestanden habe, den Titel „Hofrat“ verleihen dürfe. Das Großherzoglich Hessische Innenministerium entschied mit Verfügung vom 12. April 1861 stattdessen, Westernacher zum Medizinalrat zu ernennen, da der Wirkungskreis und die amtliche Tätigkeit dem Genannten mehr entspreche als der Titel „Hofrat“.[8][19]

- 1872 erhielt Westernacher den Kronenorden 4. Klasse am Erinnerungsbande Wilhelms I.[20]

- Ebenfalls im Jahr 1872 wurde Westernacher von Großherzog Ludwig mit dem Militär-Sanitätskreuz ausgezeichnet.[Anm. 6][21]

- Am 8. Juli 1882 verlieh ihm der Großherzog anlässlich seiner Ruhestandsversetzung das Ritterkreuz I. Klasse des Verdienstordens Philipps des Großmütigen.[Anm. 7][22]

- Am 16. September 1884 wurde Westernacher durch die Großherzogliche Landesuniversität Gießen anlässlich seines 50-jährigen Doktorjubiläums das Diplom erneuert.[23]